# Roopville (Géorgie)
Roopville est une ville américaine située dans le comté de Carroll, en Géorgie. Selon le recensement de 2020, sa population est de 231 habitants.